# Polemon bocourti
Polemon bocourti (змієїдна змія Бокура) — вид отруйних змій родини земляних гадюк (Atractaspididae). Мешкає в Центральній Африці. Вид названий на честь французького герпетолога Марі Фірмена Бокура.

## Поширення і екологія
Змієїдні змії Бокура мешкають в Камеруні, Екваторіальній Гвінеї, Габоні, Республіці Конго і Демократичній Республіці Конго. Вони живуть у рівнинних вологих тропічних лісах, на висоті від 200 до 1200 м над рівнем моря. Ведуть наземний, риючий спосіб життя.